# Silbato

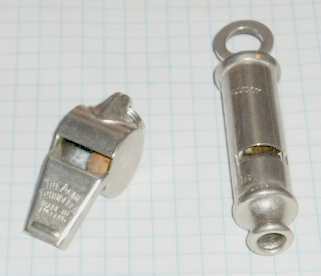
Silbatos de la policía estadounidense

El término silbato o pito se refiere, por lo general, a un instrumento de viento de una única nota que produce un sonido mediante un flujo forzado de aire. 
Existen varios tipos de silbatos, desde los pequeños como los de la policía o los usados en los deportes, a unos mucho más grandes, de vapor, que se usan en las locomotoras o en los barcos. Estos tipos de silbatos no son considerados "musicales", pero existen versiones que sí lo son.
Hay silbatos hechos de madera, los cuales se llegan a oír en música alegre, dígase en algunas canciones del género samba.
Hay silbatos de alta frecuencia, los cuales son prácticamente inaudibles para los humanos, mas algunos animales, como los perros, pueden oírlos.

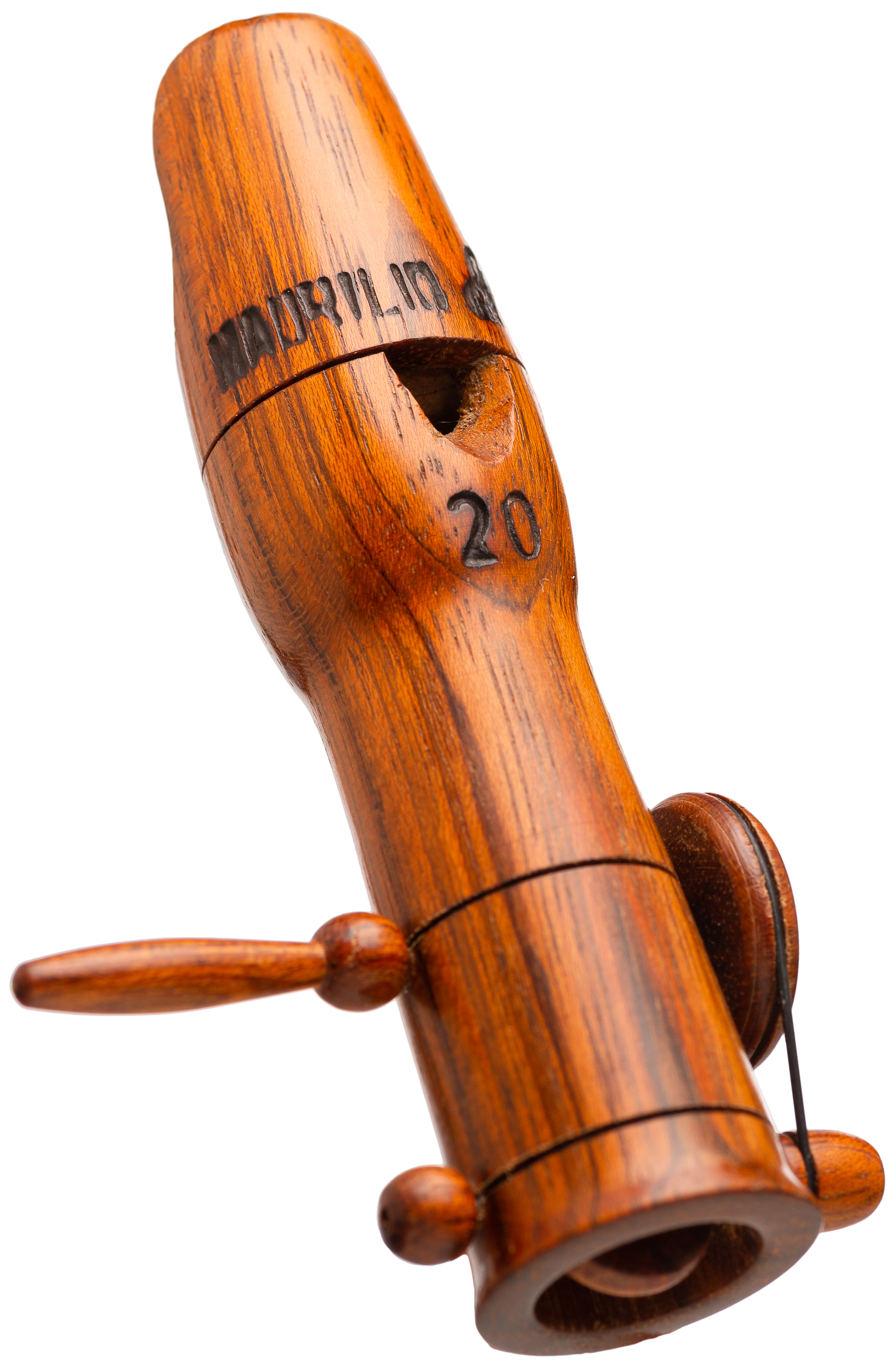
Silbato de pájaros

## Tipos
Entre los tipos de silbatos se encuentran:

### Pequeños
- Con bola.
- Sin bolas.
- Por bola.
- Por vibración
- De agua

### Silbatos de simulación
Entre los tipos de silbatos, se encuentra el tipo que simula el sonido de otro objeto o de algún animal, como lo pueden ser los silbatos que suenan como tren o como un pato, denominados genéricamente como reclamos.

## Uso de los silbatos

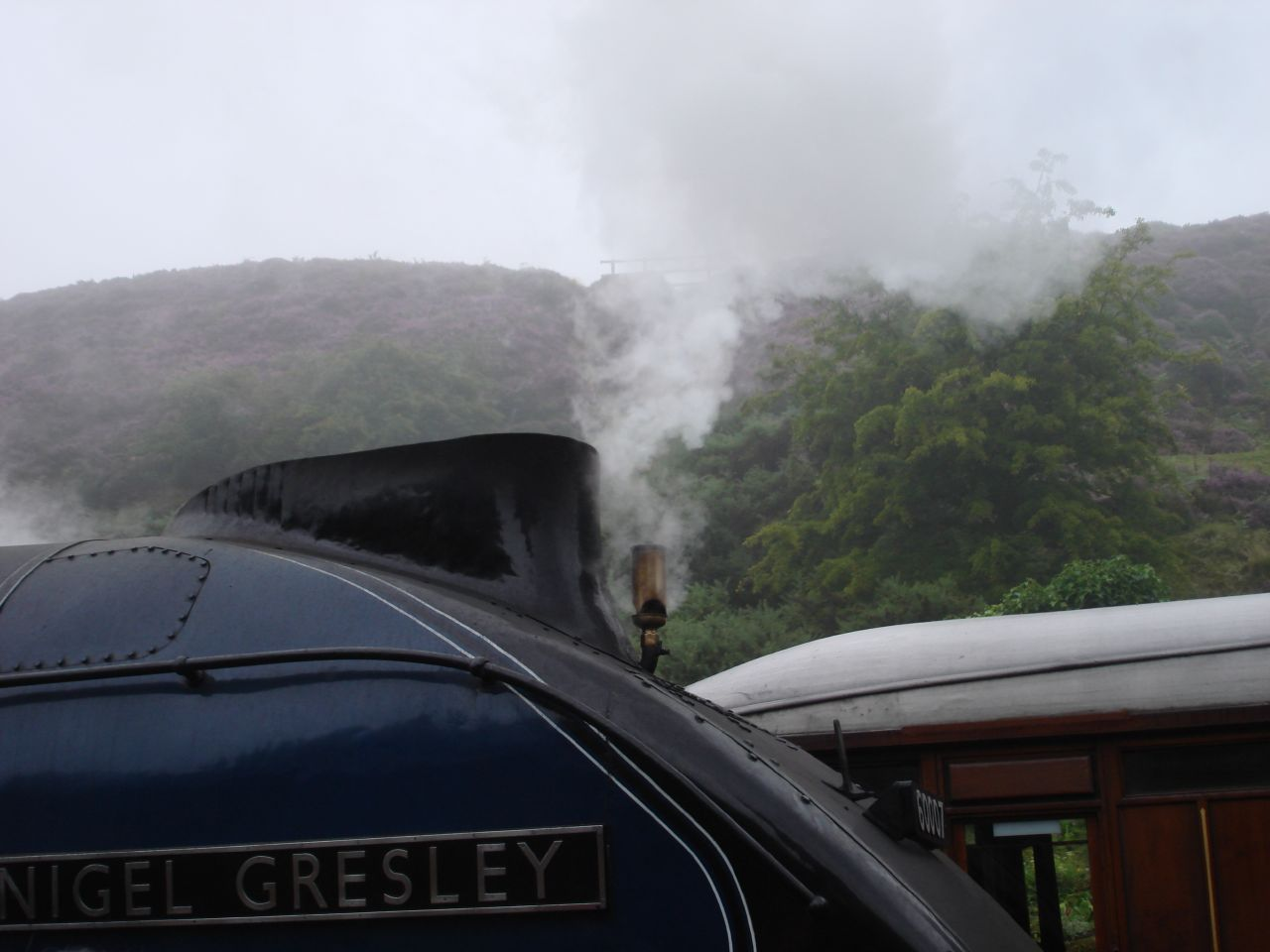
Silbato de locomotora a vapor

Existen muchos tipos de silbatos, encontramos desde los pequeños silbatos de plástico o baquelita que usan los agentes de tránsito para organizar el flujo vial de las ciudades, la policía para generar señales sonoras sobre alguna incidencia y en los deportes principalmente para árbitros de fútbol. También encontramos silbatos más grandes como los de vapor, que son silbatos diseñados específicamente para su uso en las locomotoras y barcos. Aunque los silbatos tienen una característica musical, los silbatos generalmente no se consideran como musicales en el sentido de no ser capaces de tocar una melodía. 
El silbato actúa al hacer que el flujo suave de aire, sea dividido por una hoja delgada afilada, a veces llamado fipple, creando un remolino turbulento que hace que el aire generando una vibración al agregar una cámara de resonancia a la base, se produce el silbido. Un silbato puede contener una bola pequeña, generalmente llamado guisante, que gira en el interior de la cámara cilíndrica, creando un efecto de vibración, lo cual hace que se amplifique el sonido. 
A veces, pueden aparecer silbidos no intencionales; por ejemplo uno muy común es el techo abierto de un vehículo o los bordes: el aire que pasa sobre la parte superior del vehículo puede, en ciertas velocidades, chocar con el borde posterior del techo, creando una frecuencia muy baja o silbido que resuena en el interior del coche cerrado. Dado que la frecuencia del sonido es infrasónica, alrededor de 4 Hz, el efecto es muy incómodo para los ocupantes, que sienten las vibraciones en lugar de escucharlas. Estas frecuencias bajas pueden provocar náuseas, dolor de cabeza, desorientación y mareo. El efecto puede ser suprimido por la apertura de una ventana lateral a unos cuantos centímetros. Un silbato subsónico se ha desarrollo para usarse como arma al crear deliberadamente una sensación de inquietud en un enemigo.

## Galería

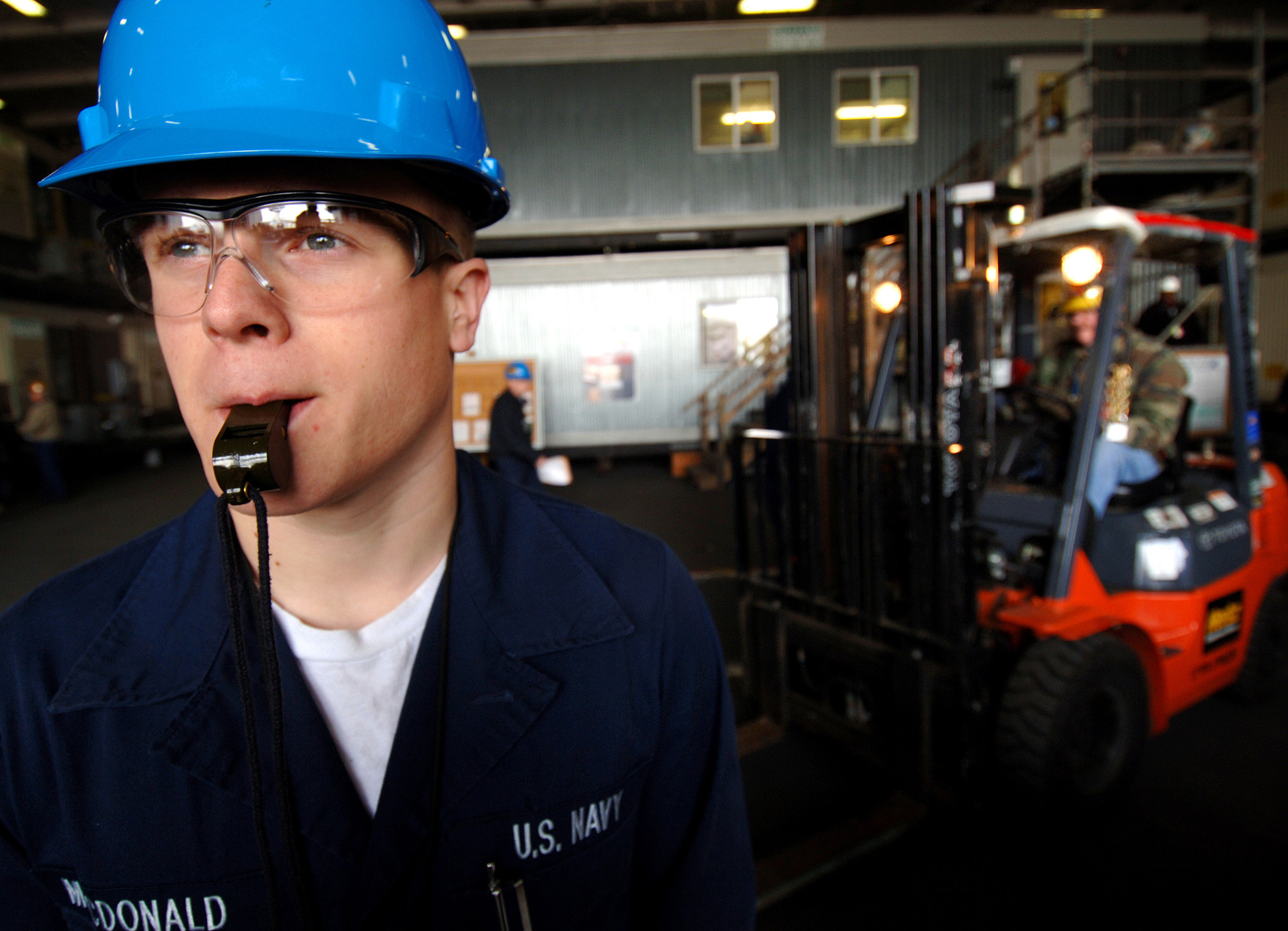
Silbato usado como medio de aviso en la marina
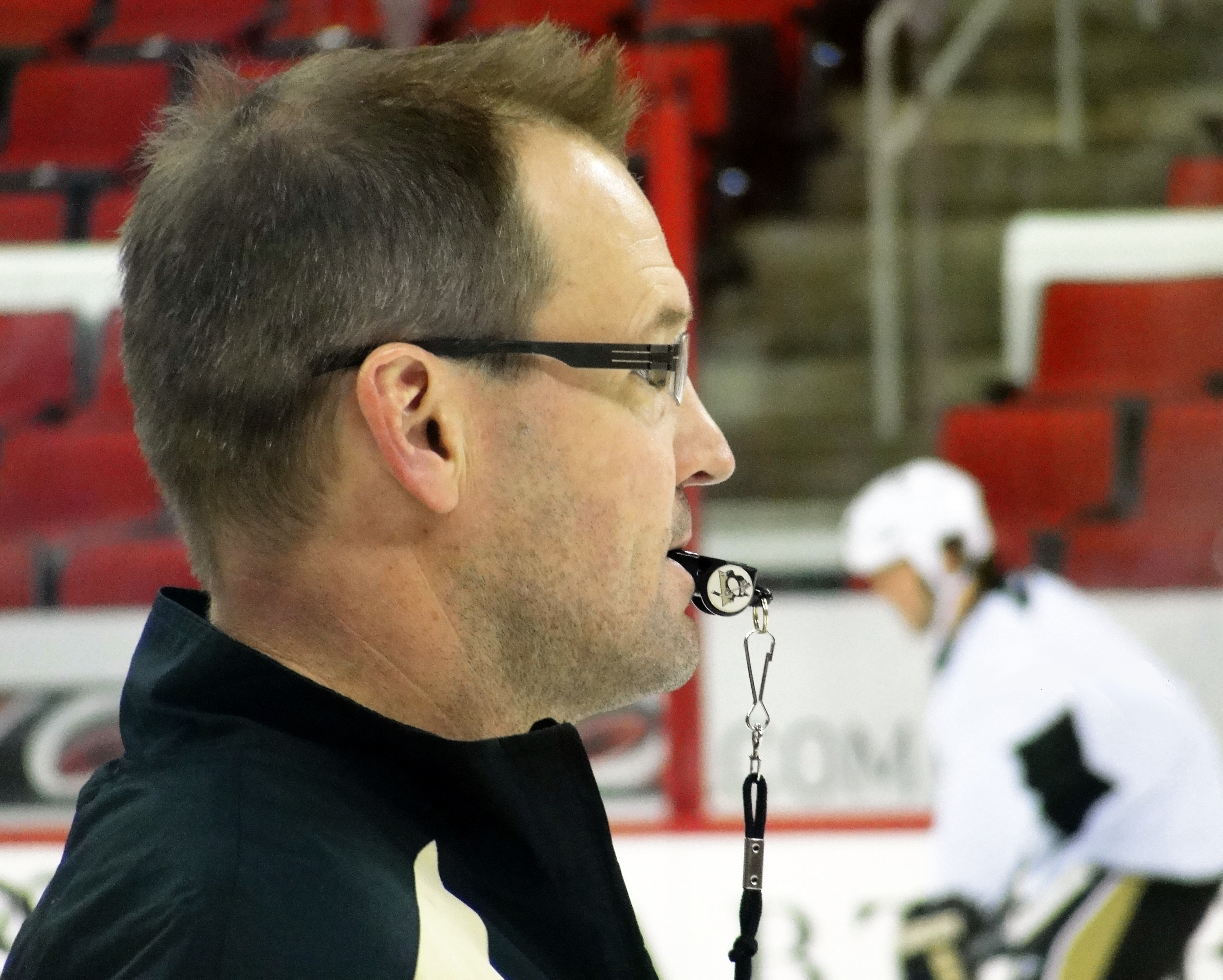
Silbato usado por un entrenador de hockey
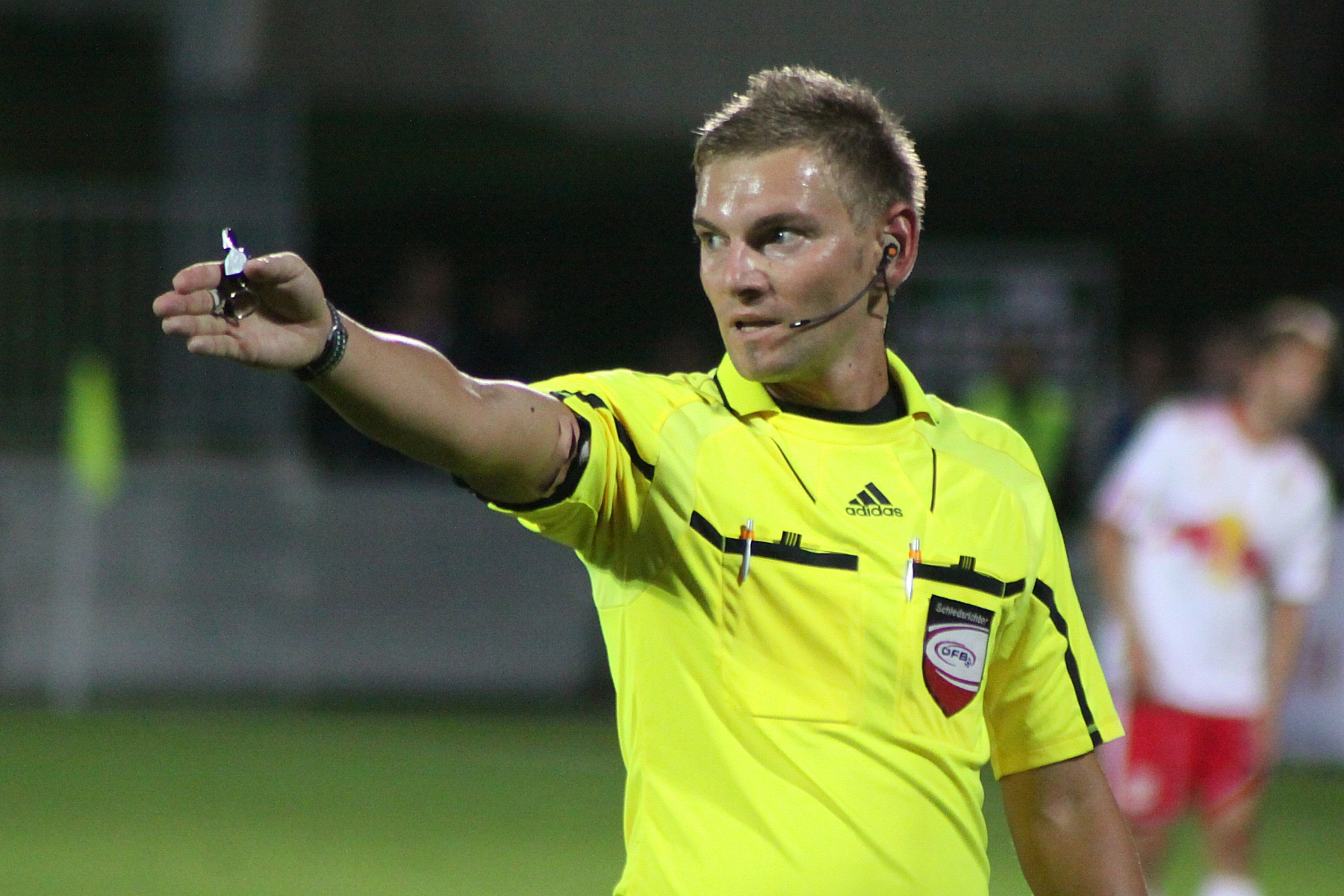
Árbitro de fútbol con el silbato en la mano
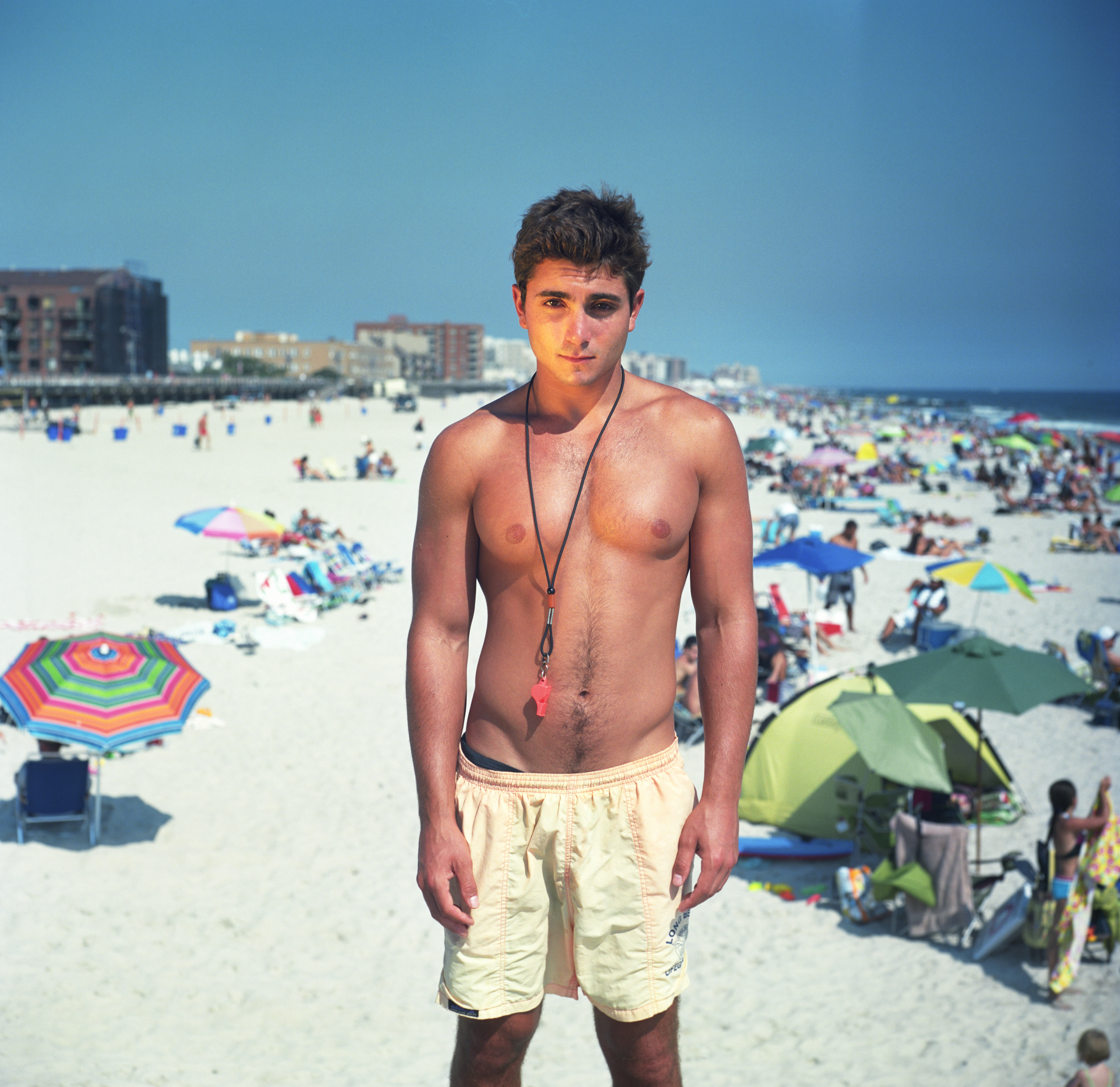
Socorrista con silbato
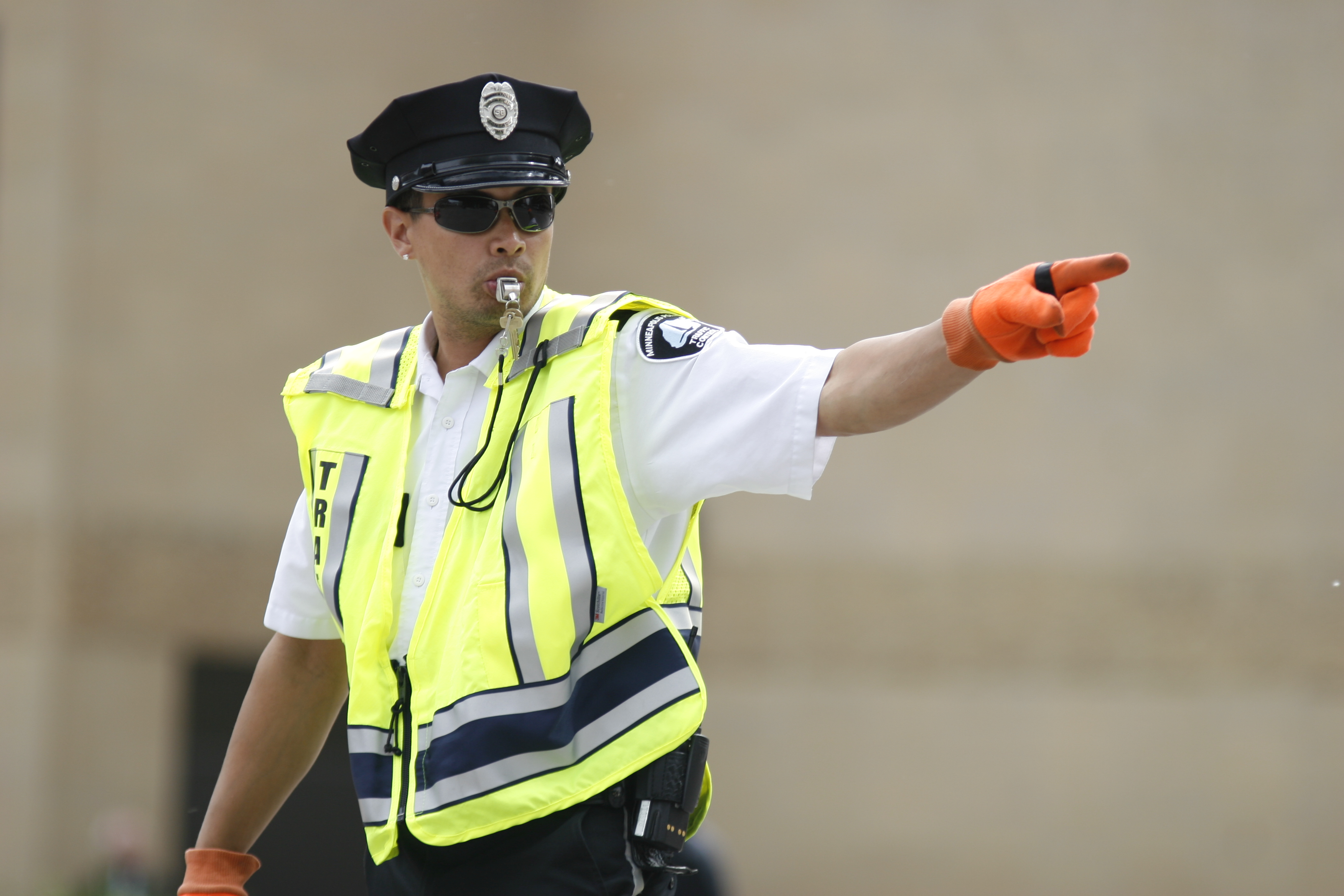
Policía de tráfico usando el silbato
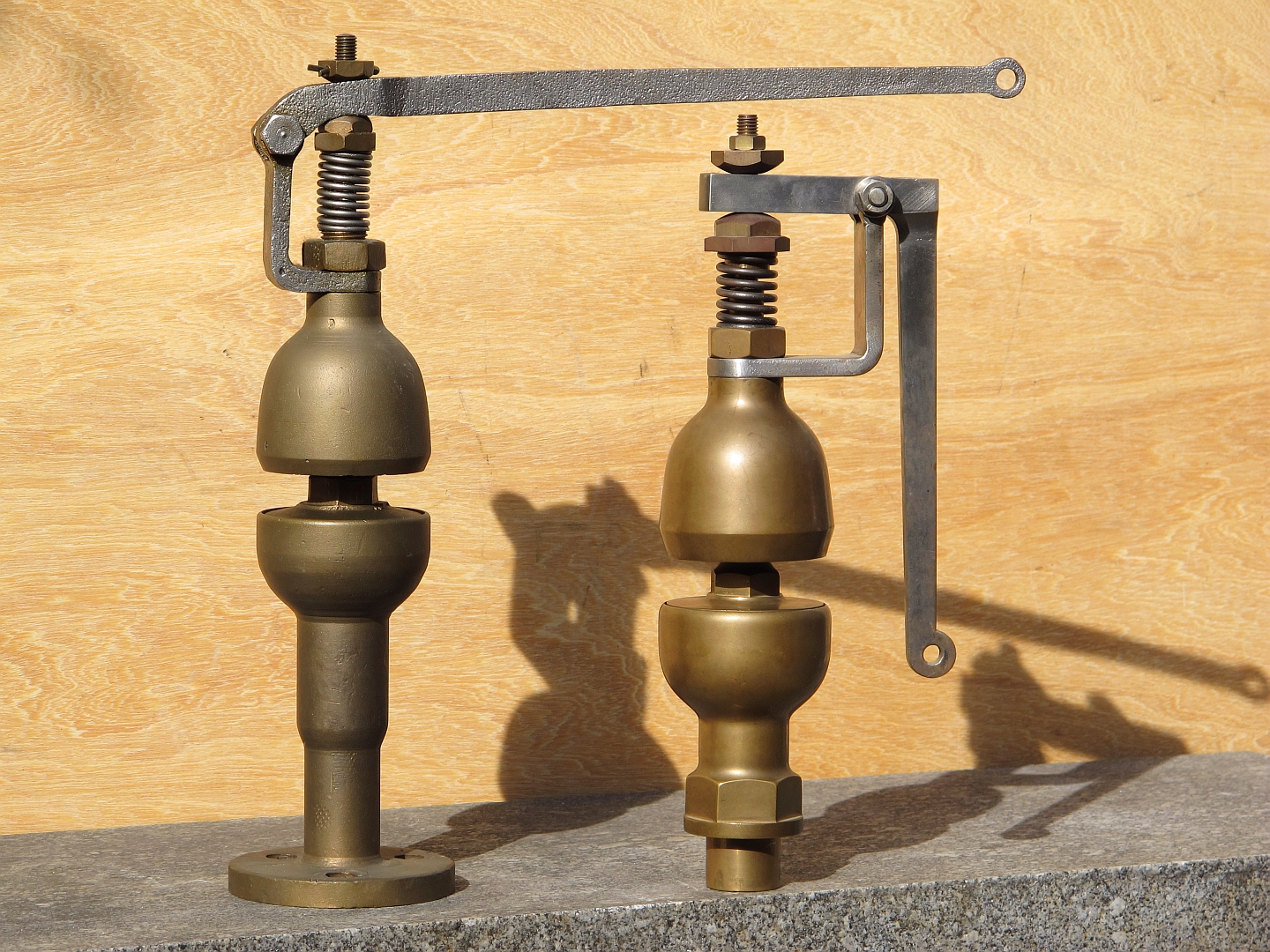
Silbatos franceses de locomotora